# Иноуэ, Сигэёси
Сигэёси Иноуэ (яп. 井上 成美 Иноуэ Сигэёси, 9 декабря 1889, Сендай — 15 декабря 1975, Йокосука, Канагава) — адмирал Императорского флота Японии.

## Биография
Родился в 1889 году в Сендае префектуры Мияги, что в регионе Тохоку. В 1909 году закончил Кайгун хэйгакко, служил мичманом на крейсере «Соя», броненосце «Микаса», крейсере «Касуга». В декабре 1910 года стал энсином, был переведён на крейсер «Курама», в 1911 году был в Лондоне на торжествах по случаю коронации Георга V. В 1912 году учился на курсах морской артиллерии и подводной войны, после чего был произведён в младшие лейтенанты. В 1913 году получил назначение на крейсер «Такатихо», потом был переведён на линейный крейсер «Хиэй». В 1915 году был произведён в лейтенанты и переведён на линкор «Фусо», который, хотя и участвовал в операциях Первой мировой войны, но на нём Сигэёси Иноуэ не попал ни в какую боевую ситуацию.
1 декабря 1917 года Сигэёси Иноуэ получил командование над своим первым кораблём — патрульным кораблём «Ёдо». В конце 1918 года был назначен военным атташе в Швейцарию, чтобы получить возможность изучения немецкого языка, и в 1919 году был в составе японской делегации на Парижской мирной конференции, где его знания очень пригодились. В 1920 году был назначен военным атташе во Францию, где изучал французский язык. В декабре 1921 года был повышен в звании до лейтенант-коммандера и вернулся в Японию.
По возвращении некоторое время служил на крейсере «Сума», в 1923 году поступил в Кайгун дайгакко, по окончании которой несколько лет занимал штабные должности, получив при этом в 1925 году звание коммандера. В 1927—1929 годах служил военно-морским атташе в Италии, после чего был произведён в кэптены.
15 ноября 1933 года Сигэёси Иноуэ получил командование над линейным крейсером «Хиэй», но полтора года спустя вернулся к штабной работе. 15 ноября 1935 года был произведён в контр-адмиралы, и стал командующим 3-м флотом, который после начала в 1937 году войны с Китаем отвечал за операции в китайских водах. В 1939 году Сигэёси Иноуэ был произведён в вице-адмиралы, а в 1940 награждён орденом Восходящего солнца 1-го класса.
В 1940 году Сигэёси Иноуэ стал главой Бюро морской авиации Императорского флота, и в начале 1941 года представил министру флота Косиро Оикаве доклад, в котором резко критиковал японскую кораблестроительную программу, делавшую упор на линкоры в ущерб авианосцам. Позднее в том же году он получил под своё командование 4-й флот, базировавшийся на островах Трук, и под его командованием этот флот осуществил первые операции войны на Тихом океане: захват острова Гуам и сражение за остров Уэйк. Затем он переместил свою штаб-квартиру в Рабаул для проведения Операции «Мо», нацеленной на захват Порт-Морсби на острове Новая Гвинея. Однако поражение японского флота в сражении в Коралловом море в мае 1942 года поставило крест на этих планах, а в октябре 1942 года он был отстранён от командования флотом.
Вернувшись в Японию, Сигэёси Иноуэ стал ректором своей альма-матер — Кайгун хэйгакко. На завершающих этапах войны был заместителем министра флота, 15 мая 1945 года был произведён в адмиралы, а 15 октября 1945 года официально ушёл в отставку.
После войны обучал детей английскому языку и музыке в своём доме в Йокосуке.